# Carl Andresen
Carl Heinrich Andresen (* 28. Juli 1909 in Aggerschau (Nordschleswig); † 21. Juni 1985 in Göttingen) war ein deutscher evangelischer Theologe und Kirchenhistoriker.

## Leben
Carl Andresen studierte an der Eberhard Karls Universität Tübingen und der Friedrich-Wilhelms-Universität zu Berlin Evangelische Theologie. Von 1932 bis 1940 war er als Pfarrer in Sörup tätig, von 1940 bis 1947 im Kriegsdienst und in sowjetischer Kriegsgefangenschaft. Von 1948 bis 1956 wirkte er als Klinikseelsorger in Kiel. 1951 wurde er an der Christian-Albrechts-Universität zu Kiel zum Doctor theologiae promoviert. Er habilitierte sich 1953 in Kiel und wurde Privatdozent. 1956 wurde er o. Professor für Neues Testament und Alte Kirchengeschichte unter Einschluss der Christlichen Archäologie an der Philipps-Universität Marburg. 1961 ging er als Professor für Kirchengeschichte an die Georg-August-Universität Göttingen, wo er auch eine Christlich-Archäologische Abteilung begründete. 1977 wurde er emeritiert.
Andresen wurde Mitglied der Mommsen-Gesellschaft (1955), der Studiorum Novi Testamenti Societas (1958) und der Akademie der Wissenschaften zu Göttingen (1962). Zudem gehörte er 1960 zu den Gründern der Patristischen Kommission. Er war Mitherausgeber des Lexikon der Alten Welt. Auf dem Gebiet der Kirchengeschichte galt er als einer der profiliertesten Gelehrten Deutschlands. Daneben befasste er sich mit der Christlichen Archäologie. Zu seinen akademischen Schülern gehören Gernot Wießner und sein langjähriger Assistent Adolf Martin Ritter. Eine Tochter ist Henriette Piper.

## Schriften
- Logos und Nomos. Die Polemik des Kelsos wider das Christentum (= Arbeiten zur Kirchengeschichte. Band 30). De Gruyter, Berlin 1955.
- Zum Augustingespräch der Gegenwart. Mit Bibliographie. Wissenschaftliche Buchgesellschaft, Darmstadt 1962 [auch: Wienand, Köln 1962].
  - Bibliographie auch separat veröffentlicht: Bibliographia Augustiniana. Wissenschaftliche Buchgesellschaft, Darmstadt 1962.
- Geschichte des Christentums I. Von den Anfängen bis zur Hochscholastik (= Theologische Wissenschaft. Band 6). Kohlhammer, Stuttgart 1975.
  - [Neuausgabe, hrsg. von Adolf Martin Ritter]: Geschichte des Christentums I. Altertum. 1993; II. Frühmittelalter – Hochmittelalter. 1995.
- Einführung in die christliche Archäologie. Vandenhoeck & Ruprecht, Göttingen 1971 (= Die Kirche in ihrer Geschichte. Lieferung B, Teil 1, Band 1), ISBN 3-525-52302-5.
- mit Georg Denzler: Wörterbuch der Kirchengeschichte. Kösel, München 1982, ISBN 3-466-20227-2.
  - italienische Ausgabe: Dizionario storico del cristianesimo. Ed. Paoline, Mailand 1992, ISBN 88-215-2450-7.
  - polnische Ausgabe: Leksykon historii Kościoła. Świat Ksia̜żki, Warschau 2005, ISBN 83-7391-546-X.
  - Nachdruck als dtv-Wörterbuch der Kirchengeschichte. dtv, München 1997, ISBN 3-423-03245-6.
  - aktualisierte Lizenzausgabe als Wörterbuch Kirchengeschichte. marix, Wiesbaden 2004, ISBN 3-937715-23-1.
- Theologie und Kirche im Horizont der Antike. Gesammelte Aufsätze zur Geschichte der Alten Kirche (= Arbeiten zur Kirchengeschichte. Band 112). Hrsg. von Peter Gemeinhardt. De Gruyter, Berlin [u. a.] 2009, ISBN 978-3-11-021642-4.